# 永原芽衣
永原 芽衣（ながはら めい、1992年10月8日 - ）は、日本のタレント、モデル、レースクイーン。神奈川県出身。プリッツコーポレーション所属。愛称はめいぷる。

## 略歴・人物
学生時代にイベントコンパニオンを始める。自動車に興味を持ち、2017年、村井瑞稀、夏江花（現・野中はな）と共に富士スピードウェイのイメージガール「クレインズ」を務める。
2018年にアップガレージのイメージガール・レースクイーンユニットの「ドリフトエンジェルス」のオーディションに合格し、レースクイーン活動を本格化する。同年の日本レースクイーン大賞新人部門ファイナリスト10人に選ばれる。
2019年にHONDA Access がスポンサードするModuloナカジマレーシング及び、Modulo Drago CORSEのレースクイーンユニットである「Moduloプリティ」のリーダーに就任し活動する。同年の日本レースクイーン大賞 ファイナリスト20人に選ばれ、clicccar賞を受賞する。
2020年にはHONDA Access のレースクイーンとして継続が発表、ユニット名は「Moduloスマイル」としてMCとしての活動も本格化する。
2021年はMaxRacingのレースクイーンユニットである「MAXガールズ2021」に就任活動する。同年の日本レースクイーン大賞では、審査員特別賞を受賞する。
2022年はMaxRacingのレースクイーンユニットである「MAXガールズ2022」の継続が発表され活動する。また、ENEOS SUPER耐久シリーズ powered by Hankook ST-5クラス TEAM NOPROのレースクイーンとして活動することが発表された。
ライブ配信アプリのSHOWROOMで毎日配信中。2019年4月6日から1日も欠かさずに15分間以上の配信を継続している。2019年10月7日～8日には誕生日を記念して24時間配信を達成する。2020年4月4日には365日連続配信を達成する。2021年12月30日には1000日連続配信を達成、記録更新中である。2023年3月31日に通算配信日数1404日で配信を終了、レースクイーン活動を引退した。
趣味は似顔絵、アニメ鑑賞、歌、一発芸。特技は、どこでも寝れること。　

## 活動

### レースクイーン
- 2017年 富士スピードウェイイメージガール「クレインズ」
- 2017年 Kawasakiイメージガール「KAZEギャル」[6]
- 2017年 CJRT 高崎くす子
- 2018年 SUPER GT GT300クラス TEAM UPGARAGE アップガレージ 「 2018ドリフトエンジェルス」
- 2019年 SUPER GT GT500クラス Moduloナカジマレーシング GT300クラス Modulo Drago CORSE 「Moduloプリティ」
- 2020年 SUPER GT GT500クラス Moduloナカジマレーシング GT300クラス Modulo Drago CORSE 「Moduloスマイル」
- 2021年 SUPER GT GT300クラス Max Racing 「MAXガールズ2021」
- 2022年 SUPER GT GT300クラス Max Racing 「MAXガールズ2022」
- 2022年 SUPER耐久 ST-クラス TEAM NOPRO 「TEAM NOPROレースクイーン」

### ラウンドガール
- 2018年 RISEラウンドガール「R-1SE FORCE」
- 2018年11月4日 DSG presents CROSSラウンドガール[7]
- 2019年 RIZINガール[8]
- 2020年 西口プロレスリングガール 2020西口向上委員会
- 2021年 西口プロレスリングガール 2021西口向上委員会
- 2022年 西口プロレスリングガール 2022西口向上委員会

### イベントコンパニオン
2015年
- 東京モーターショー 2015 三菱電機 ブース

#### 2016年
- 東京ゲームショウ 2016

#### 2017年
- 東京オートサロン 2017 クラリオン ブース
- Anime Japan 2017 タカラトミー ブース
- ワンダーフェスティバル 2017 タカラトミー ブース
- 東京モーターショー 2017 東海理化 ブース
- 東京デンタルショー 2017

#### 2018年
- 東京オートサロン 2018 富士スピードウェイ ブース
- ワンダーフェスティバル 2018 タカラトミー ブース
- CP + 2018 TAMRONブース 被写体モデル
- コミックマーケット94  DeNA ブース ハッカドール1号役
- 東京ホビーショー 2018 BANDAI SPIRITS ブース 森雪役
- 東京ゲームショウ 2018 バンダイナムコブース「荒野のコトブキ飛行隊」キリエ役[9]
- TAMASHII NATION（魂ネイション） 2018 「荒野のコトブキ飛行隊」キリエ役

#### 2019年
- 東京オートサロン 2019 UP GARAGE ブース 2018ドリフトエンジェルスとして
- 大阪オートメッセ 2019 ホンダ ブース
- CP + 2019  DJI ブース 被写体モデル
- Anime Japan 2019 XFLAG ブース
- ぶーにゃんコミュニケーションズ チームビルディング研修会[10]
- 魂ネイションズTOKYO秋葉原 「荒野のコトブキ飛行隊」キリエ役
- C3 AFA 2019 SANKYO ブース
- 東京ゲームショウ 2019 カプコン ブース
- Modulo プレミアムトークショー Honda Cars 富山 婦中店[11]
- CEATEC 2019 KDDI ブース
- 東京モーターショー 2019 ルノー ブース
- KONAMI パチスロ新台発表会 「スカイガールズ〜ゼロノツバサ〜」[12]
- ジャンプフェスタ 2019 バンダイスピリッツ ブース

#### 2020年
- 川崎競馬場 おみくじ馬券小町
- 東京オートサロン 2020 DUNLOP ブース[注 1]
- 誰ガ為のアルケミスト4周年記念ファンミーティング
- ジャパンアミューズメントエキスポ 2020 KONAMI ブース
- 六本木サディスティックナイト リアルNight Jewel キャスト「東方ユウキ」役[13]
- NTTドコモ 5G・新サービス・新商品発表会 「真・三國無双 8  大蕎」 役

#### 2021年
- スクウェア・エニックス LIW『新すばらしきこのせかい×FIELD WALK RPG』ティザームービー

#### 2022年
- 東京オートサロン 2022 DUNLOPブース[14]

#### 2023年
- 東京オートサロン 2023 GYEONブース
- 大阪オートサロン 2023 GYEONブース
- ニコニコ超会議 2023 SANYOブース

### 雑誌掲載
- 月刊自家用車 2019年 5月号 P.11〜P.13 「のんびり走る、ガールズドライブ[第34回]『マツダCX-5で行く湯沢町』新潟の雪を踏みしめて」（内外出版社)  JAN 4910052270596
- Honda Style8月号 94 2019 August  P.115〜P.119 「Moduloプリティの女子旅!! STEPWGN Modulo X で行く新緑ドライブ [伊豆&富士編] 」　（ネコ・パブリッシング） JAN 4910182810891

- AKIBA Spec Vol.114 2019年 5月号 表紙（Moduloプリティ） 電子版 （エレクトロイメージング）
- AKIBA Spec Vol.118 2019年 9月号 表紙 電子版 （エレクトロイメージング）
- AKIBA Spec Vol.122 2020年 1月号 表紙 電子版 （エレクトロイメージング）
- GALS PARADISE PLUS （ギャルパラプラス） Vol.54 2020 February 表紙・グラビア 電子版（サンズ）
- GALS PARADISE PLUS （ギャルパラプラス） Vol.55 2020 March グラビア 電子版（サンズ）
- Honda Style8月号 98 2020 August P.115〜P.118 「2020 SUPER GTいよいよ開幕！ Moduloスマイルに聞いてみた100のQ&A」　　　　（ネコ・パブリッシング） JAN 4910182810808
- 月刊自家用車 2020年 9月号 P.54〜P.57 「HONDA N-WGN de 房総めぐり」  (内外出版社)  JAN 4910052270909
- GALS PARADISE 「2020 レースクイーンデビュー編」表紙 グラビア P.54〜P.59 （三栄） ISBN 978-4-7796-4199-2
- AKIBA Spec Vol.130 2020年 9月号 表紙 グラビア 電子版 （エレクトロイメージング）
- 暗号資産 2021年 7月号 Vol.37 P.43 「MONTHLY Digital assets Girls」 インタビュー （プレジャー・パブリッシング） JAN 4910035010713
- ゴルフトゥデイ 2021年 11月号 P.148 GTバーディーズ 新メンバー紹介 (三栄) JAN 4910039411110
- AKIBA Spec Vol.146 2022年 1月号 表紙 電子版 （エレクトロイメージング）
- Wrist Machine 日本語版 WM007 表紙 グラビア 電子版 （エレクトロイメージング）
- ゴルフトゥデイ 2022年 3月号 P.150 GTバーディーズ GTバーディーズの別顔を拝見！（三栄） JAN4910039410328
- AKIBA Spec Vol.149 2022年 4月号 表紙 グラビア 電子版 （エレクトロイメージング）

### web掲載
- clicccar 「【SUPER GT 2019】 Moduloのレースクイーン『Moduloプリティ』発表！」[15]
- トラベルwatch 「【PR】SUPER GT&スーパー耐久を戦うチームのために！　Moduloプリティの必勝祈願ツアー」[16]
- Honda Style web 「SUPER GT 公式テストでModuloプリティが新コスチュームを発表」[17]
- clicccar 「【SUPER GT 2019】 ModuloのRQ『Moduloプリティ』がSUPER GTでのコスチューム発表！」[18]
- Honda Style web 「【S-GT】 Moduloプリティも全力応援!! 開幕戦を終えてレースクイーンの感動コメント！」[19]

- Honda Style web 「【女子旅9-1】2019 Moduloプリティが初夏の伊豆で必勝祈願!!」[20]
- clicccar 「Moduloプリティ、日本食@タイの初体験『食レポ』！で、トラブル続出となったそのわけは？」[21]
- 賃貸ガレージハウス【板橋四葉２丁目Ｐａｒｔ．2】物件紹介ムービー！[22]
- 賃貸ガレージハウス【ガレント浦和東】物件紹介ムービー！[23]
- clicccar 「『Moduloプリティ』のお気に入りポイントはチョーカー【日本レースクイーン大賞2019・コスチューム部門ファイナリスト紹介】」[24]
- clicccar 「驚異の24時間ライブ！ Moduloプリティの永原芽衣さんが誕生日記念のライブ配信を実施」[25]
- 賃貸ガレージハウス 【ガレント越谷大袋】物件紹介ムービー！[26]
- clicccar  「『永原芽衣』 Moduloプリティ 【GOODRIDE日本レースクイーン大賞2019ファイナリスト】」[27]

- clicccar 「clicccar賞受賞の永原芽衣さんに独占インタビュー 【GOODRIDE日本レースクイーン大賞2019】」[28]
- Honda Access  Modulo スマイル紹介[29]
- auto sports web ライブ配信アプリで変わるレースクイーンとの交流。1年連続配信目前の永原芽衣さん「ファンとの距離感が縮まる」[30]
- clicccar 「より快適でカーブでも安心です」永原芽衣×ホンダ・ヴェゼル モデューロ仕様「プレミアムエアロスタイル」【注目モデルでドライブデート!? Vol.27】[31]
- clicccar 「これがモデューロの走り！」永原芽衣×ホンダ・ヴェゼル モデューロ仕様「プレミアムエアロスタイル」【注目モデルでドライブデート!? Vol.28】[32]
- ベストカーweb 「RQ界ライブ配信女王の永原芽衣ちゃんに注目だ!!」[33]
- ASCII.jp  成人式を迎えた「S2000」をさらに進化させるホンダアクセス入魂の新パーツを徹底チェック！[34]
- 賃貸ガレージハウス 【ガレント新座野寺】物件紹介ムービー！
- clicccar 「エヴァに因んだお遊び企画じゃない特務機関NERV災害対策車両に3号機登場！TOYO TIRESのオールシーズンタイヤ「CELSIUS(セルシアス)」採用で全天候対応に！(PR)」 動画出演[35]

### ラジオ番組
- 市川うららFM 「ステラ⭐︎ミュージック DRIVE！！ ～サーキットを奏でろ！～」 第5回　   2018年7月26日 放送
- 市川うららFM 「ステラ⭐︎ミュージック DRIVE！！ ～サーキットを奏でろ！～」 第13回　2018年12月20日 放送
- Rainbow Town FM 「KIBA BREEZE !!!」 2019年4月17日 放送
- Rainbow Town FM 「KIBA BREEZE !!!」 2019年5月8日 放送
- 市川うららFM 「ステラ⭐︎ミュージック DRIVE！！ ～サーキットを奏でろ！～」 第23回　2019年5月16日 放送
- Rainbow Town FM 「KIBA BREEZE !!!」 2019年7月31日 放送
- 市川うららFM 「ステラ⭐︎ミュージック DRIVE！！ ～サーキットを奏でろ！～」 第30回　2019年9月5日 放送
- 市川うららFM 「ステラ⭐︎ミュージック DRIVE！！ ～サーキットを奏でろ！～」生誕祭 第36回　2019年12月5日 放送
- 市川うららFM 「ステラ⭐︎ミュージック DRIVE！！ ～サーキットを奏でろ！～」 第39回　2020年1月16日 放送
- 市川うららFM 「ステラ⭐︎ミュージック DRIVE！！ ～サーキットを奏でろ！～」 第41回　2020年2月20日 放送
- 市川うららFM 「ステラ⭐︎ミュージック DRIVE！！ ～サーキットを奏でろ！～」 第44回　2020年4月2日 放送
- 市川うららFM 「ステラ⭐︎ミュージック DRIVE！！ ～サーキットを奏でろ！～」 第46回　2020年5月7日 放送
- Rainbow Town FM 「KIBA BREEZE !!!」 2020年4月1日 放送
- 渋谷CROSS FM 「山田邦子のルーズベルトな夜」 2021年4月19日 放送

### web放送
- WALLOP 「市川うららFM ステラ⭐︎ミュージック DRIVE！ 〜ファン感謝祭vol.1〜 ワロップTV連動スペシャル番組公開生放送 」2019年12月1日 放送[36]
- マシェバラ 西口向上↑↑放送部[37]

### 音楽活動
- Drift ANGELS 「Winning Girl」 BALL-1018　スロウボールレコーズ

### その他
- グラカラDX カラオケ背景映像 LIVE DAM Ai （第一興商）
- GTバーディーズ